# Klejstogamia

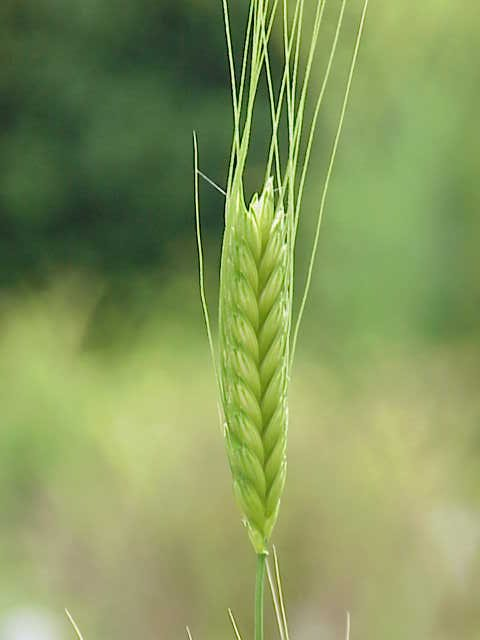
Kłos pszenicy z całkowicie zamkniętymi kwiatami

Klejstogamia – szczególny rodzaj samopylności zachodzący w zamkniętym kwiecie (pąku kwiatowym). Zjawisko takie zachodzi u niektórych zbóż, np. pszenica, jęczmień, u niektórych gatunków fiołków, jasnoty. Rośliny te mają cechy budowy kwiatu przystosowujące je do samozapylenia. Ich kwiaty są cały czas zamknięte, płatki korony są często niedorozwinięte, a pyłek samorzutnie wysypuje się z pylników na znamię słupka. W populacjach roślin, u których występuje klejstogamia, stwierdzono dużo mniejszą różnorodność genetyczną w obrębie populacji.
Klejstogamia jest zjawiskiem pożądanym w przypadku wielu roślin uprawianych przez człowieka. Uniemożliwia bowiem utratę pożytecznych cech uprawianych odmian w wyniku zapylenia krzyżowego z innymi roślinami. W przypadku odmian modyfikowanych genetycznie uniemożliwia wydostanie się do roślin w środowisku naturalnym sztucznie wprowadzonych przez człowieka genów. Jednak samopylność tych roślin nie jest całkowita, np. u ok. 2% osobników pszenicy stwierdzono występowanie zapylenia krzyżowego.
Przeciwieństwem klejstogamii jest chasmogamia. U niektórych gatunków roślin, jak np. u kruszczyka połabskiego część kwiatów może być klejstogamiczna, część chasmogamiczna.